# Acontia duenna
Acontia duenna là một loài bướm đêm trong họ Noctuidae.